# Награды субъектов Российской Федерации
Награды субъектов Российской Федерации — региональные государственные награды (ордена, медали, знаки отличия и другие), учреждённые законодательно на уровне субъектов Российской Федерации — России и используемые главами субъектов для награждения граждан России и других государств за заслуги перед соответствующими субъектами (республиками, областями, краями, автономными округами) Российской Федерации.

## Списки наград по субъектам Российской Федерации

### Списки наград республик
- Награды Адыгеи
- Награды Алтая
- Награды Башкортостана
- Награды Бурятии
- Награды Дагестана
- Награды Донецкой Народной Республики
- Награды Ингушетии
- Награды Кабардино-Балкарии
- Награды Калмыкии
- Награды Карачаево-Черкесии
- Награды Карелии
- Награды Республики Коми
- Награды Республики Крым
- Награды Луганской Народной Республики
- Награды Республики Марий Эл
- Награды Мордовии
- Награды Северной Осетии — Алании
- Награды Татарстана
- Награды Республики Тыва
- Награды Удмуртии
- Награды Хакасии
- Награды Чеченской Республики
- Награды Чувашии
- Награды Якутии

### Списки наград краёв
- Награды Алтайского края
- Награды Забайкальского края
- Награды Камчатского края
- Награды Краснодарского края
- Награды Красноярского края
- Награды Пермского края
- Награды Приморского края
- Награды Ставропольского края
- Награды Хабаровского края

### Списки наград областей
- Награды Амурской области
- Награды Архангельской области
- Награды Астраханской области
- Награды Белгородской области
- Награды Брянской области
- Награды Владимирской области
- Награды Волгоградской области
- Награды Вологодской области
- Награды Воронежской области
- Награды Запорожской области
- Награды Ивановской области
- Награды Иркутской области
- Награды Калининградской области
- Награды Калужской области
- Награды Кемеровской области
- Награды Кировской области
- Награды Костромской области
- Награды Курганской области
- Награды Курской области
- Награды Ленинградской области
- Награды Липецкой области
- Награды Магаданской области
- Награды Московской области
- Награды Мурманской области
- Награды Нижегородской области
- Награды Новгородской области
- Награды Новосибирской области
- Награды Омской области
- Награды Оренбургской области
- Награды Орловской области
- Награды Пензенской области
- Награды Псковской области
- Награды Ростовской области
- Награды Рязанской области
- Награды Самарской области
- Награды Саратовской области
- Награды Сахалинской области
- Награды Свердловской области
- Награды Смоленской области
- Награды Тамбовской области
- Награды Тверской области
- Награды Томской области
- Награды Тульской области
- Награды Тюменской области
- Награды Ульяновской области
- Награды Херсонской области
- Награды Челябинской области
- Награды Ярославской области

### Списки наград автономных образований
- Награды Еврейской автономной области
- Награды Ненецкого автономного округа
- Награды Ханты-Мансийского автономного округа — Югры
- Награды Чукотского автономного округа
- Награды Ямало-Ненецкого автономного округа

### Списки наград городов федерального значения
- Награды Москвы
- Награды Байконура
- Награды Санкт-Петербурга
- Награды Севастополя